# 샤를 1세 다르마냐크 백작
샤를 1세 다르마냐크(Charles Ier d'Armagnac, 1425년 ~ 1497년 6월 3일)는 1473년부터 1497년까지의 로데스와 아르마냐크 백작이다. 그는 아르마냐크와 로데스의 백작 장 4세와 이자벨라 데 나바라의 아들이다. 프랑스 군주에 대한 그의 형제 장 5세의 불충으로 인해, 샤를은 15년간 감금됐었다. 그의 형제는 루이 11세를 상대로 한 공익 동맹의 지도자였으며, 충돌 끝에 그가 사망하자, 샤를에게 아르나먀크 백작 작위가 상속되게 되었다.

## 혼인과 자녀
그는 1468년 11월 26일에 장 드 푸아캉달과 마르가레트 드 라 폴의 딸인 카트린 드 푸아 캉달(Catherine de Foix Candale, 1510년 사망)과 혼인하였지만, 그들 사이에 자식은 없었다.
샤를은 서자들을 두었다;
- 코사드 남작 피에르(Pierre).[3]

## 아르마냐크 백작
샤를 다르마냐크는 적자들 두지 못하고 사망했고(1497년) 아르마냐크 백작 작위는 알랑송 공작 샤를 4세 달랑송에게 수여됐다.

## 참고 서적
- Archives historiques de la Gascogne, Vol.14-16, Ed. Société historique de Gascogne, Cocharaux Frères Imprimerie, 1887.
- Catholic world, Vol.9, Ed. Paulist Fathers, The Catholic Publication House, 1869.
- Revue de Gascogne: bulletin bimestrial de la Société historique, Vol.34, Imprimerie et Lithographie G. Foix, 1893.

| 이전 장 5세 | 샤를 1세 1473년–1497년 | 이후 샤를 2세 |